# Prionyx
Genre
Prionyx est un genre d'insectes hyménoptères de la famille des Sphécidés.

## Liste des espèces européennes
Selon Fauna Europaea:
- Prionyx crudelis (F. Smith, 1893)
- Prionyx kirbii (Vander Linden, 1827)
- Prionyx lividocinctus (A. Costa, 1858)
- Prionyx niveatus (Dufour, 1854)
- Prionyx nudatus (Kohl, 1885)
- Prionyx subfuscatus (Dahlbom, 1845)
- Prionyx viduatus (Christ, 1791)

## Liste complète des espèces
Selon ITIS :
- Prionyx afghaniensis (de Beaumont, 1970)
- Prionyx atratus (Lepeletier de Saint Fargeau, 1845)
- Prionyx bifoveolatus (Taschenberg, 1869)
- Prionyx binghami (Jha and Farooqi, 1996)
- Prionyx canadensis (Provancher, 1887)
- Prionyx chilensis (Spinola, 1851)
- Prionyx chobauti (Roth, 1925)
- Prionyx crudelis (F. Smith, 1856)
- Prionyx damascenus (de Beaumont, 1968)
- Prionyx elegantulus (R. Turner, 1912)
- Prionyx erythrogaster (Rohwer, 1913)
- Prionyx fervens (Linnaeus, 1758)
- Prionyx foxi (Bohart and Menke, 1963)
- Prionyx fragilis (Nurse, 1903)
- Prionyx funebris (Berland, 1926)
- Prionyx globosus (F. Smith, 1856)
- Prionyx gobiensis (Tsuneki, 1971)
- Prionyx guichardi (de Beaumont, 1967)
- Prionyx haberhaueri (Radoszkowski, 1871)
- Prionyx herrerai (Brèthes, 1926)
- Prionyx indus (Linnaeus, 1758)
- Prionyx insignis (Kohl, 1885)
- Prionyx judaeus (de Beaumont, 1968)
- Prionyx kirbii (Vander Linden, 1827)
- Prionyx kurdistanicus (Balthasar, 1954)
- Prionyx leuconotus (F. Morawitz, 1890)
- Prionyx lividocinctus (A. Costa, 1861)
- Prionyx macula (Fabricius, 1804)
- Prionyx melanotus (F. Morawitz, 1890)
- Prionyx neoxenus (Kohl, 1890)
- Prionyx nigropectinatus (Taschenberg, 1869)
- Prionyx niveatus (Dufour, 1854)
- Prionyx notinitidus (Willink, 1951)
- Prionyx nudatus (Kohl, 1885)
- Prionyx parkeri (Bohart and Menke, 1963)
- Prionyx persicus (Mocsáry, 1883)
- Prionyx popovi (Guichard, 1988)
- Prionyx pseudostriatus (Giner Marí, 1944)
- Prionyx pumilio (Taschenberg, 1869)
- Prionyx radoszkowskyi (Kohl, 1888)
- Prionyx reymondi (Roth, 1954)
- Prionyx saevus (F. Smith, 1856)
- Prionyx semistriatus (Schrottky, 1920)
- Prionyx senegalensis (Arnold, 1951)
- Prionyx senilis (Morice, 1911)
- Prionyx sennae (Mantero, 1901)
- Prionyx simillimus (Fernald, 1907)
- Prionyx sirdariensis (Radoszkowski, 1877)
- Prionyx songaricus (Eversmann, 1849)
- Prionyx stschurowskii (Radoszkowski, 1877)
- Prionyx subatratus (R. Bohart, 1958)
- Prionyx subfuscatus (Dahlbom, 1845)
- Prionyx sundewalli (Dahlbom, 1845)
- Prionyx thomae (Fabricius, 1775)
- Prionyx trichargyrus (Spinola, 1839)
- Prionyx viduatus (Christ, 1791)
- Prionyx vittatus (Kohl, 1884)
- Prionyx xanthabdominalis (Li and Yang, 1995)
- Prionyx zarudnyi (Gussakovskij, 1933)